# Jean Alexandre Pelt
Pour les articles homonymes, voir Pelt.
Jean Alexandre Pelt (3 juin 1780 - 15 juillet 1829) est un philologue français. Maître de conférences en langue et littérature françaises à l'Université impériale de Moscou, il publia des ouvrages didactiques et pédagogiques.

## Biographie
Jean Alexandre Pelt naît le 3 juin 1780 à Metz en Lorraine. Doué pour les sciences, il fait des études secondaires solides. En 1803, le jeune Pelt part en Russie, comme lieutenant du génie. En 1810, il commence à enseigner dans divers établissements d'enseignement à Moscou, d'abord à l'« École impériale de commerce » de Moscou, puis à l'« École de l'Ordre de Sainte Catherine » de Moscou et, à partir de 1814, à la « pension universitaire
 ». Pelt enseigne la langue française et la littérature.
Pelt enseigne à l'université de Moscou de 1816 à 1829. En 1821, il publie un manuel linguistique, à la fois didactique et pédagogique, appliqué à l'apprentissage du français. En 1826, il donne en outre des cours à l'« École des cadets ». Pour sa carrière, il reçoit l'étoile de l'ordre de Sainte-Anne.
Jean Alexandre Pelt décéda à Moscou, le 15 juillet 1829. Il est inhumé au cimetière de la Présentation réservé aux chrétiens non-orthodoxes.